# Schwaigwaldmoos

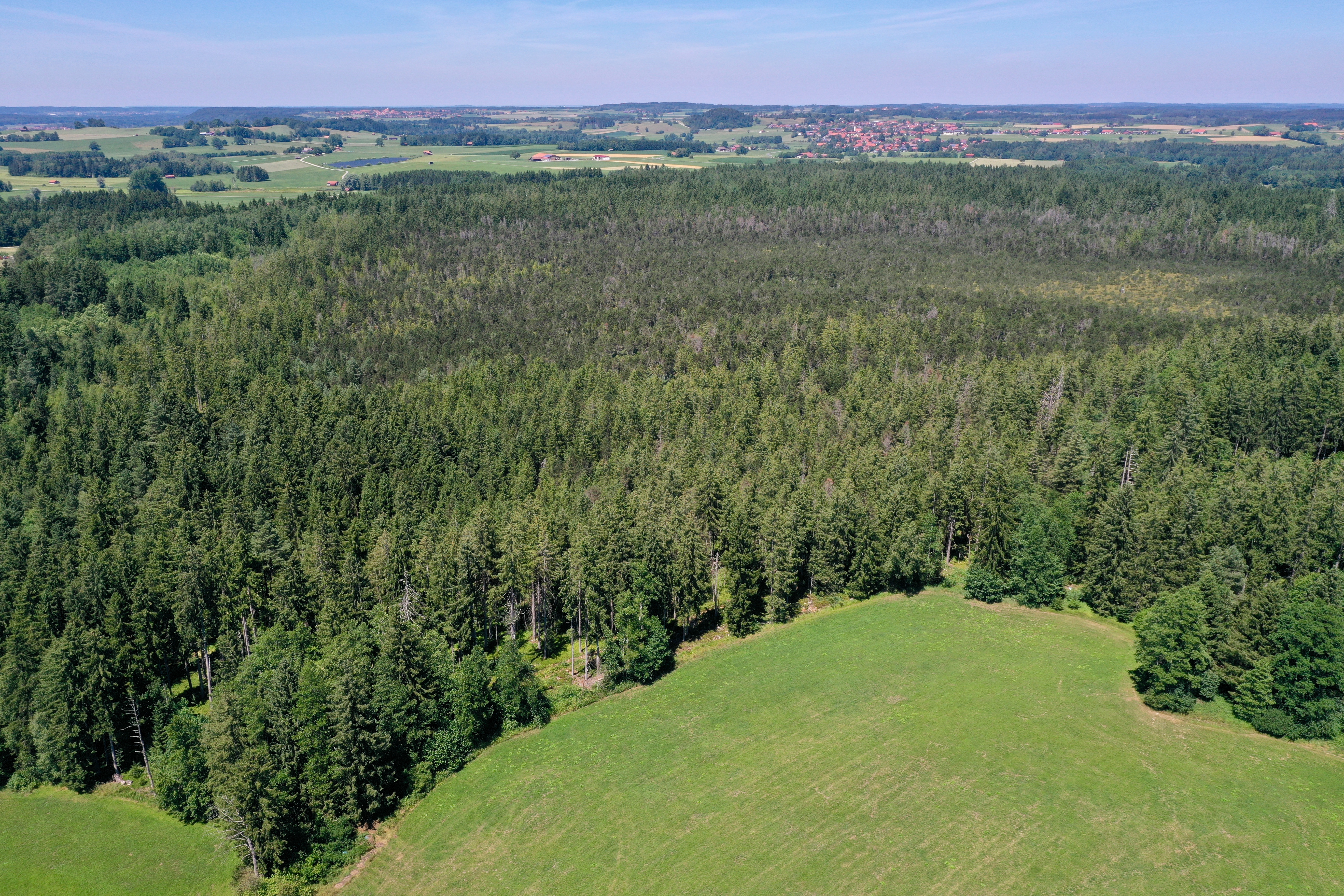
Das Naturschutzgebiet Schwaigwaldmoos, im Hintergrund rechts der offene Hochmoorbereich.

Das Naturschutzgebiet Schwaigwaldmoos liegt im Landkreis Weilheim-Schongau in Oberbayern auf dem Gebiet der Gemeinde Wessobrunn.
Das 50,25 ha große Gebiet mit der Nr. NSG-00068.01, das im Jahr 1953 unter Naturschutz gestellt wurde, erstreckt sich nordwestlich des Kernortes Wessobrunn. Östlich des Gebietes verläuft die St 2057, südwestlich fließt der Rottbach, nördlich erstreckt sich der 6,5 ha große Engelsrieder See und südöstlich erstreckt sich das 63,73 ha große Naturschutzgebiet Rohrmoos.
Das Moor ist nur am Rande entwässert, so dass sich auf 30 Prozent der Fläche ein fast zentrales Hochmoor befindet, das teilweise ohne Baumbestand ist. Rund um das offene Hochmoor findet sich ein Ring von Moor-Bergkiefern. Der äußere Rand des Schwaigwaldes bildet ein 150-jähriger Moorrandwald aus  Fichten mit einzelnen Schwarzerlen.